# Stazione di Berlino-Halensee
La stazione di Berlino-Halensee (in tedesco Berlin-Halensee) è una stazione ferroviaria di Berlino, sita nell’omonimo quartiere.

## Movimento
La stazione è servita dalle linee S 41, S 42 e S 46 della S-Bahn.

## Interscambi
- Fermata autobus